# Laroquebrou
Laroquebrou – miejscowość i gmina we Francji, w regionie Owernia-Rodan-Alpy, w departamencie Cantal, położona nad rzeką Cère.
Według danych na rok 1990 gminę zamieszkiwało 1048 osób, a gęstość zaludnienia wynosiła 61 osób/km² (wśród 1310 gmin Owernii Laroquebrou plasuje się na 212. miejscu pod względem liczby ludności, natomiast pod względem powierzchni na miejscu 551.).